# Anticlimax schumoi
Anticlimax schumoi is een slakkensoort uit de familie van de Tornidae. De wetenschappelijke naam van de soort is voor het eerst geldig gepubliceerd in 1913 door Edward Guirey Vanatta.